# Alfredo Zitarrosa
[Alfredo Zitarrosa (född den 10 mars 1936 - död den 17 januari 1989 i Montevideo, Uruguay) var en uruguayansk sångare, trubadur, kompositör, poet, författare och journalist. Han anses vara en av latinamerikas och i synnerhet Uruguays mest kända artister.
Zitarrosa gjorde sig till en början känd som en sångare av latinamerikansk folkmusik, och hade redan från början en starkt politiskt engagemang inom vänstern både som artist och privat. Hans kraftiga mörka röst och ett ackompanjemang av gitarrer blev något av hans musikaliska signum.
På grund av sitt engagemang inom den uruguayanska vänstern, Frente Amplio, tvingades Zitarrosa till exil under diktaturåren. Hans sånger var länge förbjudna i Argentina, Chile och Uruguay under perioderna av militärdiktaturer i dessa länder. Under exilen kom han att leva i Argentina, Spanien och Mexiko.
Sedan förbudet mot hans musik hävdes, och under demokratiseringsprocessen som inleddes efter den argentinska förlusten i Falklandskriget, återvände han till Buenos Aires, där han gav tre minnesvärda konserter på Arena Obras Sanitarias i juli 1983. Nästan ett år efter att han återvänt till sitt land, och med demokratiseringen i Uruguay kunde han slutligen återvända till sitt hemland Uruguay och hålla en första konsert den 31 mars 1984, en konsert som Zitarrosa själv beskrev som: "den starkaste upplevelsen i mitt liv".
En av Montevideos viktigaste teatrar och konserthus heter idag Sala Zitarrosa till minne av Alfredo Zitarrosa. 